# Réunioni vércse
A réunioni vércse (Falco duboisi) a madarak osztályának sólyomalakúak (Falconiformes) rendjéhez, azon belül  a sólyomfélék (Falconidae) családjához tartozó faj volt.

## Rendszerezése
A fajt Cowles írta le 1994-ben.

## Előfordulása
Az Indiai-óceán nyugati részén található Réunion szigetén volt honos. Természetes élőhelyei a szubtrópusi és trópusi nedves cserjések voltak. Állandó, nem vonul faj.

## Megjelenése
Kizárólag Dubois 1674-es beszámolója alapján ismert, mely szerint 60–70 cm hosszú madár volt.

## Természetvédelmi helyzete
Az elterjedési területe kicsi volt. A Természetvédelmi Világszövetség Vörös listáján kihalt fajként szerepel. A betelepített patkányok valószínűleg nem jelentettek komolyabb veszélyt a fajra, így valószínűleg zsákmánya, például a réunioni rózsás galamb (Nesoenas duboisi)  kihalásával ő is eltűnt.